# Johannes Baumann
Johannes Baumann (Herisau, 27 de noviembre de 1874 – Herisau, 8 de septiembre de 1953) fue un político suizo, miembro del Partido Radical Democrático (PRD). 
En 1901 entró en el Consejo Cantonal de Appenzell Rodas Exteriores y entre 1905 y 1931 integró el Consejo de Gobierno del cantón. Durante sus 26 años en el gobierno cantonal estuvo al frente de la Dirección Militar y de Policía. En 1911 pasó a representar a su cantón en el Consejo de los Estados, que presidió en 1920 y 1921. En 1934 se convirtió en el primer ciudadano de Appenzell en ser elegido Consejero Federal, y dirigió el Departamento de Justicia y Policía hasta su dimisión en 1940. Durante este período impulsó varios proyectos legislativos de calado, como la unificación del código penal. También reforzó considerablemente la seguridad del Estado para hacer frente a la amenaza nazi y fascista. Por otro lado, las decisiones en materia de asilo que tomó para hacer frente a la crisis de refugiados provocada por el estallido de la Segunda Guerra Mundial resultaron controvertidas.

## Biografía

### Familia, estudios y profesión

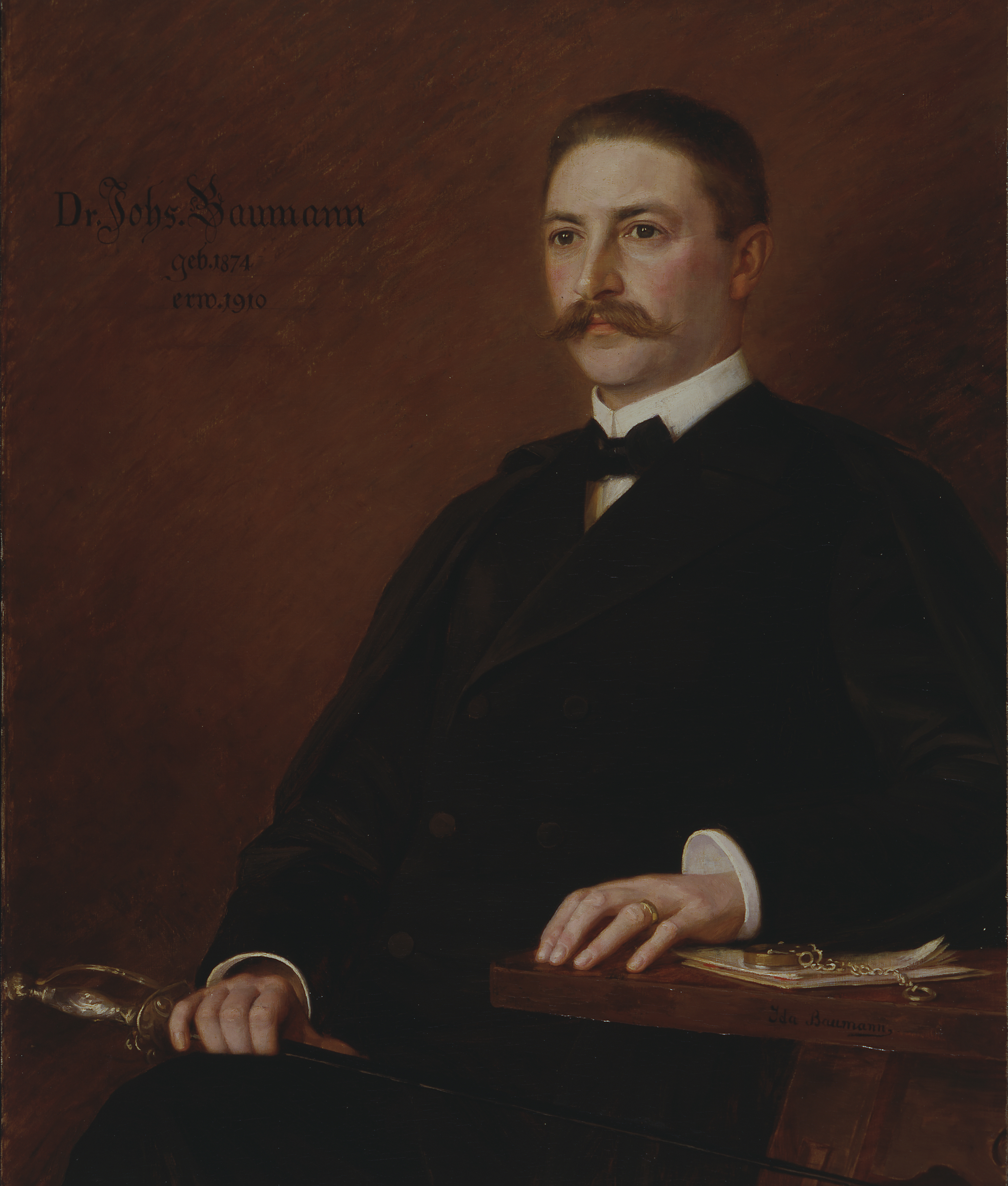
Johannes Baumann, landamán de Appenzell Rodas Exteriores, cuadro de Ida Baumann (hacia 1910)

Era hijo de Johannes Baumann, fabricante de bordados y luego tesorero de la compañía cantonal de seguros de edificios, así como parlamentario cantonal, y de Anna Altherr. Sus hermanas eran Ida Baumann, retratista, y Anna Baumann, pintora. Recibió una estricta educación protestante. Tras cursar estudios primarios en Herisau, se trasladó a Berna para matricularse en el Freies Gymnasium, donde terminó el bachillerato. Comenzó los estudios de Teología en la Universidad de Basilea conforme a los deseos de sus padres, pero al cabo de un semestre se cambió a la carrera de Derecho. Ingresó en la fraternidad estudiantil Zofingia y cursó varios semestres en las universidades de Berna, Leipzig y Zúrich. Uno de sus profesores fue Eugen Huber, redactor del Código Civil de Suiza. En 1897 se doctoró en Berna con una tesis sobre la historia jurídica de la Iglesia Reformada de Appenzell Rodas Exteriores.
Empezó a trabajar en un despacho de abogados de Zúrich, pero lo dejó poco tiempo después. En 1898, un amigo de la infancia le informó de la existencia de una plaza vacante de secretario judicial. Tras presentar su candidatura, el Consejo Cantonal le eligió para el puesto. Al año siguiente, fue nombrado juez de instrucción y director de la policía cantonal de Trogen. En 1905 se casó con Hanna Bischofberger, natural de Rehetobel e hija de un fabricante de tejidos y juez cantonal, con la que tuvo dos hijas. En el ejército suizo, dirigió un batallón como mayor durante la Primera Guerra Mundial y posteriormente fue ascendido a coronel.

### Política cantonal y federal
En 1901 fue elegido diputado por la circunscripción de Trogen en el Consejo Cantonal, del que fue presidente entre 1904 y 1905. También formó parte del Consejo Constitucional encargado de revisar la constitución cantonal. En 1905, la asamblea cantonal de Appenzell Rodas Exteriores le eligió miembro del gobierno cantonal, momento en que renunció a sus cargos anteriores y se trasladó a Herisau. Estuvo al frente de la Dirección Militar y de Policía del cantón ininterrumpidamente hasta 1931. La asamblea le nombró landamán durante los años 1910-1913, 1916-1919, 1921-1924 y 1927-1930. Promovió una ley sobre la economía y puso en marcha un seguro cantonal de vejez (que en 1951 se integró en el sistema AHV/AVS nacional) y un seguro contra riesgos naturales y desempleo que convirtieron al cantón de Appenzell Rodas Exteriores en pionero en Suiza.
En 1911 fue elegido diputado por el grupo parlamentario radical en el Consejo de los Estados, del que fue presidente entre 1920 y 1921. A nivel nacional, se distinguió por su defensa de la unificación del Código Penal suizo y por su labor como presidente de la Comisión de Finanzas del Consejo de los Estados. También fue presidente del consejo de administración del Banco Cantonal (1914-33), y miembro de los consejos de administración de las Fuerzas Motrices de San Galo-Appenzell (1914-29) y de la Suiza Nororiental (1928-34), así como del consejo de vigilancia de la Rentenanstalt (1920-34). Entre 1932 y 1934 fue miembro del Consejo Bancario del Banco Nacional Suizo. Presidió la Sociedad de Oficiales de Appenzell y, de 1919 a 1931, el Partido Burgués Progresista de Appenzell Rodas Exteriores, sucesor del PRD cantonal. Además, formó parte durante un tiempo del comité central del PRD suizo.
En 1934, la dimisión de Heinrich Häberlin y Jean-Marie Musy tras la derrota en el referéndum de su propuesta para endurecer las disposiciones de la ley federal de protección del Estado (Ley Häberlin II) dejó dos vacantes en el Consejo Federal. Baumann era visto como posible sucesor de Häberlin, pero algunos radicales lo consideraban demasiado mayor para el puesto, razón por la cual apoyaron al catedrático de Derecho Penal de Basilea, Carl Ludwig, a pesar de que este pertenecía al Partido Liberal. El Partido Socialista, por su parte, dio su apoyo al presidente del Consejo Nacional, Johannes Huber, del cantón de San Galo. En las elecciones al Consejo Federal del 22 de marzo de 1934, Huber se retiró en la segunda ronda de votaciones. En la tercera votación, Baumann se impuso a Ludwig por 141 votos contra 73.

#### Consejero Federal

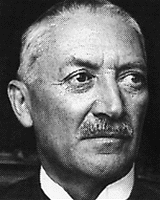
Johannes Baumann

El 1 de mayo de 1934, Baumann sucedió a Häberlin al frente del Departamento de Justicia y Policía. En un momento en que la Alemania nazi representaba una amenaza cada vez mayor, defendió la necesidad de reforzar la seguridad del Estado, especialmente después de que en marzo de 1935 agentes de la Gestapo secuestraran en Basilea al periodista alemán Berthold Jacob y de que el agente Hans Wesemann fuera detenido en Ascona. Un mes más tarde, el Consejo Federal decidió ampliar el Ministerio Público de la Confederación y crear la Oficina Federal de Policía. El 18 de febrero de 1936, dos semanas después del asesinato de Wilhelm Gustloff en Davos, el Consejo Federal prohibió, a petición de Baumann, la sección exterior del NSDAP en Suiza. En diciembre de aquel mismo año, David Frankfurter, el autor del asesinato, fue condenado a cadena perpetua tras un juicio que recibió una gran cobertura internacional (fue indultado al finalizar la guerra). Las actividades de los agentes alemanes e italianos adquirieron tal magnitud que en diciembre de 1938 se dictaron nuevas medidas en materia de seguridad estatal.
Baumann desarrolló una intensa actividad legisladora. Durante su mandato se reformaron la Ley del Alcohol y el Código de Obligaciones, se promulgaron una nueva Ley de la Función Pública y una ley de reducción de la deuda de las explotaciones agrícolas y se elaboró un proyecto de reforma del Código Penal Militar. En 1938 asumió el cargo de Presidente de la Confederación. Durante su año presidencial pudo celebrar el mayor éxito de su carrera política, pues el pueblo aprobó por una ajustada mayoría la unificación del Código Penal en el referéndum facultativo celebrado el 3 de julio (entró en vigor el 1 de enero de 1942).
Si bien Baumann actuó con solvencia en el ámbito jurídico y se declaró defensor de los derechos democráticos fundamentales, un análisis a posteriori de su trayectoria arroja sombras en lo que respecta a la aplicación de determinadas medidas en materia de asilo. Se fio en exceso de la competencia de sus altos funcionarios y se mostró demasiado complaciente con las pretensiones del Departamento Político. No obstante, su responsabilidad en la política suiza de asilo de la época se ve atenuada por el hecho de que sus iniciativas contaban con el respaldo prácticamente unánime del Consejo Federal. Por ejemplo, cuando tras la anexión de Austria en marzo de 1938 miles de refugiados llegaron al valle renano de San Galo, decidió reinstaurar la exigencia de visado para los titulares de pasaportes austríacos y, para justificar tal medida, alegó el temor a la «superpoblación extranjera», así como la declaración del Consejo Federal y de los grupos parlamentarios sobre la neutralidad de Suiza. El 4 de octubre de aquel mismo año apoyó que los pasaportes de los judíos alemanes se marcaran con el sello de «Judío», pese a las reservas del jefe de la Policía de Extranjería, Heinrich Rothmund. El departamento de Baumann fue el que asumió las mayores responsabilidades en la aplicación de la política de asilo una vez comenzada la guerra, dado que en 1935 las competencias se transfirieron de los cantones al gobierno federal. Asimismo, se tiene constancia de que en el seno del departamento existían fuertes corrientes xenófobas y antisemitas, y de que la División de Policía concentraba sus esfuerzos en impedir la entrada de refugiados.

### Últimos años
El 8 de noviembre de 1940 anunció, junto con su compañero Rudolf Minger, que dimitiría a finales de año. Presidió el consejo de administración de la central eléctrica de Rupperswil-Auenstein, en el cantón de Argovia construida entre 1942 y 1945, y dirigió la Asociación para la Difusión de la Buena Literatura. Se instaló en Berna, donde llevó una vida bastante retirada. Sus problemas de artritis se agravaron y, en septiembre de 1953, se marchó a Herisau, su ciudad natal, para descansar. Allí falleció de un infarto a la edad de 78 años.